# Molophilus (Molophilus) multifidus
Molophilus (Molophilus) multifidus is een tweevleugelige uit de familie steltmuggen (Limoniidae). De soort komt voor in het Neotropisch gebied.